# أليكس سينجر
أليكس سينجر (بالإنجليزية: Alex Singer) (18 نوفمبر 1987 بنيويورك في الولايات المتحدة - ) هي لاعبة كرة قدم أمريكية في مركز الدفاع. لعبت مع نادي برث غلوري وDalsjöfors GoIF ‏ وواشنطن سبيريت وتوربينه بوتسدام وWashington Freedom (soccer) ‏ وMagicJack (WPS) ‏ ونادي أفالدسنيس وLong Island Fury ‏ وبرث غلوري إف سي.

## وصلات خارجية
- أليكس سينجر على موقع الاتحاد الأوربي (الإنجليزية)
- أليكس سينجر على موقع اتحاد النرويج (النرويجية)
- أليكس سينجر على موقع قاعدة بيانات كرة القدم.إي يو (الإنجليزية)
- أليكس سينجر على موقع Soccerway.com (الإنجليزية)
- أليكس سينجر على موقع عالم كرة القدم.نت (الإنجليزية)